# Sommet sur le climat (2014)
Le sommet sur le climat 2014 de l'Organisation des Nations unies (ONU) a lieu en septembre 2014, à New York. Il a trait à la lutte contre le changement climatique.

## Historique
Ce sommet sur le climat se tient à New-York et s'ouvre le 22 septembre 2014.

## Organisation
Le secrétaire général des Nations unies, Ban Ki-moon, préside ce sommet.
Sont regroupés au siège de l'ONU 125 chefs d’État et de gouvernement, en vue de la préparation de la COP20 prévue à Lima en décembre 2014 et de la COP21 prévue à Paris en décembre 2015,,. Différentes avancées pour la protection du climat son prévues, de la part d’États comme de sociétés privées,.